# Federica Guidi
Federica Guidi (Módena, 19 de mayo de 1969) es una empresaria italiana y fue Ministra de Desarrollo Económico.

## Carrera
Nacida en Módena, la hija del empresario Guidalberto, Guidi se graduó en Derecho, más tarde trabajó dos años como analista financiera.
Dejando la carrera financiera, en 1996 se unió a su compañía familiar, Ducati Energia, de la cual posteriormente fue directora ejecutiva. De 2002 a 2005,  fue la presidenta regional de la Asociación de Jóvenes Emprendedores de Emilia-Romagna.
De 2005 a 2008,  se unió a Matteo Colaninno como vicepresidente de la Asociación de Jóvenes Emprendedores de Confindustria, y al final de este periodo, bajo la presidencia de Emma Marcegaglia,  se convirtió en la presidenta. Entonces, siguiendo el camino de su padre, Guidi se convirtió vicepresidenta de Confindustria. En 2010, se convirtió en miembro de la Comisión Trilateral.
En febrero de 2014, Guidi fue nombrada Ministra de Desarrollo Económico. Siguiendo esta cita, para evitar conflictos potenciales de interés,  dejó todas las posiciones operacionales en las compañías controladas por su familia.
El 31 de marzo de 2016,  dimitió de su Ministerio tras descubrirse una trama de tráfico de influencias, en la que Guidi favoreció como Ministra a las empresas de su prometido, Gianluca Gemelli.